# 2426 Simonov
2426 Simonov eller 1976 KV är en asteroid i huvudbältet som upptäcktes den 26 maj 1976 av den rysk-sovjetiske astronomen Nikolaj Tjernych vid Krims astrofysiska observatorium på Krim. Den har fått sitt namn efter Konstantin Simonov.
Asteroiden har en diameter på ungefär 25 kilometer.